# Norilsker Eisenbahn
| Norilsker Eisenbahn               | Norilsker Eisenbahn        |
| --------------------------------- | -------------------------- |
| Grube „Majak“ bei Talnach         |                            |
| Norilsker Eisenbahn (rechts oben) |                            |
| Streckenlänge:                    | ca. 100 km                 |
| Spurweite:                        | 1520 mm, bis 1953: 1000 mm |
| Stromsystem:                      | 1957–1998: 3 kV =          |
|                                   |                            |

Die Norilsker Eisenbahn (russisch Норильская железная дорога) ist eine der nördlichsten Eisenbahnen der Welt. Die Eisenbahnstrecke verbindet den Hafen Dudinka am Jenissei mit der Großstadt Norilsk und der ehemals selbständigen Stadt Talnach sowie etlichen Bergbaubetrieben.

## Geschichte
1915 begannen erste Planungen, die Erzlagerstätten um Norilsk zu erschließen. Um 1920 hatte dieses Projekt an Wichtigkeit gewonnen. 1935 wurde das Projekt im Zuge des Baus der Polarkreiseisenbahn erneut aufgenommen. In der Anordnung des Rates der Volkskommissare vom 23. Juni 1935 ist zu lesen: „Es ist die abschließende Erkundung der Trasse für die Schmalspurbahn Dudinka – Norilsk – Pjassino-See (135 km) durchzuführen und ein Projektplan zu erstellen.“ Gebaut wurde eine Schmalspurbahn in einer Spurweite von 1000 mm. 1936 wurde am kleinen Bahnhof Waljok der Betrieb aufgenommen. Die Bauarbeiten und der Bahnbetrieb wurden von Insassen des NorilLags, einem Lager des Gulag-Systems, durchgeführt.
Da der Betrieb stark zunahm, wurde beschlossen, die Strecke in russische Breitspur umzubauen. Nachdem das erste Material 1941 angeliefert wurde, begannen 1950 die Arbeiten und die Umspurung konnte 1953 abgeschlossen werden. Eine zeitweise vorgesehene Verbindung zum restlichen russischen Eisenbahnnetz (über die Polarkreiseisenbahn) kam nie zustande. Im Jahr 1957 wurden die Strecken elektrifiziert.
Das Unternehmen Norilsk Nickel, welches die Eisenbahn heute betreibt, stellte 1998 den Personenverkehr ein und gab im gleichen Jahr den elektrischen Betrieb wieder auf. Die letzten Personenzugverbindungen bestanden zwischen Norilsk und dem Flughafen Alykel und vom Flughafen nach Dudinka.
Nach Angaben der „Sapoljarnaja Prawda“ (Заполярная правда) vom 28. Juli 2007 beträgt die Gleislänge der Eisenbahn 333 Kilometer. Neben 2500 Erzwaggons sind 88 Lokomotiven der Baureihen ТЭМ2, ТЭМ7А, 2ТЭ116 und ТЭМ18 vorhanden.
- Anschluss Hafen Dudinka 69° 24′ 28,8″ N, 86° 9′ 31,3″ O
- Verladestation Razrez(?) 69° 22′ 29,4″ N, 87° 44′ 49,4″ O
- Anschluss Flughafen Norilsk 69° 19′ 36,5″ N, 87° 20′ 38″ O
- Bahnhof Norilsk 69° 21′ 24,8″ N, 88° 8′ 11,2″ O
- Brücke über die Norilka 69° 24′ 58,2″ N, 88° 17′ 55,1″ O
- Bahnhof Talnach 69° 28′ 59,7″ N, 88° 23′ 56″ O

Streckennetz (2019)
Rot eingezeichnet die Streckennetz der Schmalspurbahn in den 1940er